# Petit lac Sainte-Anne (Kamouraska)
Pour les articles homonymes, voir Sainte-Anne et Lac Sainte-Anne.
Le Petit lac Sainte-Anne est un plan d'eau douce de la rive Sud du fleuve Saint-Laurent, dans le territoire non organisé de Petit-Lac-Sainte-Anne, dans la municipalité régionale de comté (MRC) de Kamouraska, dans la région administrative du Bas-Saint-Laurent, au Québec, au Canada.
La rive Ouest de ce lac constitue la limite Est de « l’Aire de confinement du cerf de Virginie de l’Aire d’Aménagement de Grande-Rivière »; cette aire chevauche également les régions administratives du Bas-Saint-Laurent et Chaudière-Appalaches.
Ce lac est difficile d’accès, n’ayant point de chemin carrossable; la route verbalisée la plus près est le chemin du rang Taché Est de Sainte-Perpétue (L'Islet) et du territoire non organisé du Petit-Lac-Sainte-Anne, lequel passe au Sud-Est du lac.
Le chemin de fer du Canadien National passe sur le bord du lac Lefebvre, soit du côté Ouest du « Petit lac Sainte-Anne », après avoir contourné par le côté Ouest du lac Sainte-Anne par la vallée de la rivière du Rat Musqué.

## Géographie
Ce lac est connexe au lac Sainte-Anne lequel est situé au Sud; les deux lacs sont connectés entre eux par un détroit de 0,5 km dont la largeur varie selon le niveau de l’eau des deux lacs. Un petit barrage est aménagé à l’embouchure du "Petit Petit lac Sainte-Anne (Kamouraska)", soit au Nord du lac. Ce dernier lac se déverse dans la rivière Sainte-Anne.
Grâce au barrage du "Petit Petit lac Sainte-Anne (Kamouraska)" et lorsque le niveau de l’eau est élevé, le "Petit lac Sainte-Anne" s'étire sur une longueur de 3,2 km vers le nord-Est et sur une largeur maximale de 1,8 km. À partir de l’embouchure du lac Sainte-Anne, le courant coule sur 2,6 km vers le Nord en traversant le détroit et le « Petit lac Sainte-Anne ».
Ce lac est alimenté par la décharge du lac Sainte-Anne (venant du Sud) et la rivière Jaune (venant de l’Est).
L'embouchure du "Petit lac Sainte-Anne" est situé sur la rive Nord du lac. Les eaux du lac se déversent dans la rivière Sainte-Anne laquelle coule vers le Nord pour aller se déverser sur la rive Est de la Grande Rivière. Cette dernière coule à son tour vers le Nord jusqu'à la rive Est de la rivière Ouelle laquelle va rejoindre la rive Est du fleuve Saint-Laurent au village de Rivière-Ouelle.

## Toponyme
Le toponyme « Petit lac Sainte-Anne » est associé directement au nom de la rivière Sainte-Anne et du lac Sainte-Anne.
Le toponyme "Petit lac Sainte-Anne" a été officialisé le 5 décembre 1968 à la Commission de toponymie du Québec.